# ハッサ・カマラ
ハッサ・カマラ（フランス語: Khassa Camara、1992年10月22日 - ）は、モーリタニアとフランスのサッカー選手。モーリタニア代表。ポジションはMF。

## クラブ歴
トロワACで選手となった。2014年にUSブローニュに期限付き移籍。
2015年9月9日に2年契約でギリシャ・スーパーリーグのエルゴテリスFCに移籍。しかし未払いの挙句にクラブがプロから撤退したため、2016年1月に半年の契約でクサンティFCに半年の契約で加入した。
2020年9月24日、インディアン・スーパーリーグのノースイースト・ユナイテッドFCに1年契約で移籍。

## 代表歴
2013年9月8日に行われたカナダ代表との親善試合でモーリタニア代表初出場。2017年8月31日に行われたケニア代表との親善試合で代表初得点。